# L'enfant sauvage
L'enfant sauvage (Brasil: O Garoto Selvagem / Portugal: O Menino Selvagem) é um filme francês de 1970, do gênero drama, dirigido por François Truffaut e baseado em livro de Jean Marc Gaspard Itard (1774-1838), um médico psiquiátrico francês que se torna responsável pela educação de uma criança selvagem.
O filme foi produzido por Marcel Berbert para os estúdios Les Productions Artistes Associés / Les Films du Caross e distribuído pela United Artists. A trilha sonora é de Antoine Duhamel, a fotografia de Néstor Almendros, o desenho de produção de Jean Mandaroux, os figurinos de Gitt Magrini e a edição de Agnès Guillemot.

## Sinopse
Narra a história de um garoto do final do século XVIII que supostamente nunca teve contato com a sociedade, não anda como um bípede, nem fala, lê ou escreve. Ele é resgatado com cerca de doze anos de idade e passa a ser objeto de estudo de um professor ávido pelo conhecimento da condição humana. O filme baseia-se em factos verídicos.
E que o mesmo possuía uma linguagem totalmente rudimentar e antissocial, por ter sido afastado da sociedade, por um logo período, e que afetou seu nível intelectual, já que no período em que ele poderia ter sido socializado, e assim atingindo uma linha de raciocínio funcional, na idade em desenvolvimento.

## Argumento
Argumento em cinema é a ideia principal desenvolvida no roteiro. Geralmente é desenvolvido por equipe que cuida especificamente de diversos aspectos do cenário, continuidade ou adequação à época, etc. O filme L'enfant sauvage, apesar dos escassos recursos para sua produção conseguiu qualidade explorando o estilo documentário e o interesse do autor no tema.
Esse filme juntamente com Les quatre cents coups, é um dos filmes-chave de François Truffaut sobre a infância e a "adaptação social" um tema de sua predileção ou recorrente em sua obra. Em L'argent de poche (br.: Na idade da inocência / pt: A idade da inocência) explora também o caráter a "função" documentário do cinema e retrata os "sobreviventes" da infância em Thiers, uma pequena cidade francesa e as relações humanas de caráter universal. O tema da adaptação e importância da socialização no filme "O garoto selvagem" é uma espécie de revisão sobre a origem de nossas ideias sobre como lidar com a natureza que brota espontaneamente nesses "bons selvagens" a gosto de Jean-Jacques Rousseau  (1712 - 1778), além do que foi um dos casos de crianças selvagens melhor documentados. Baseou-se nos dois livros de Itard:
- Itard, J. M. G.: De l'education d'un homme sauvage ou des premiers developpemens physiques et moraux du jeune sauvage de l'Aveyron. Goujon. Paris, 1801.
- Itard, J. M. G.: Rapports et memoires sur le sauvage de l'Aveyron. Traducción inglesa con introducción y notas de G. y M. Humprey: The wild boy of Aveyron. Century. New York, 1932. Traducción al castellano con introducción y notas de Rafael Sánchez Ferlosio: Víctor de l'Aveyron, Alianza, Madrid, 1982.

Vale ver o exame e diálogo do jovem Itard com seu mestre Philippe Pinel (1745 — 1826), examinando a criança  capturada, como retrata a cena filmada no no "recém criado" Instituto Nacional de Surdos-Mudos de Paris do qual Itard chegou a ser o médico - chefe.

## Victor de Aveyron

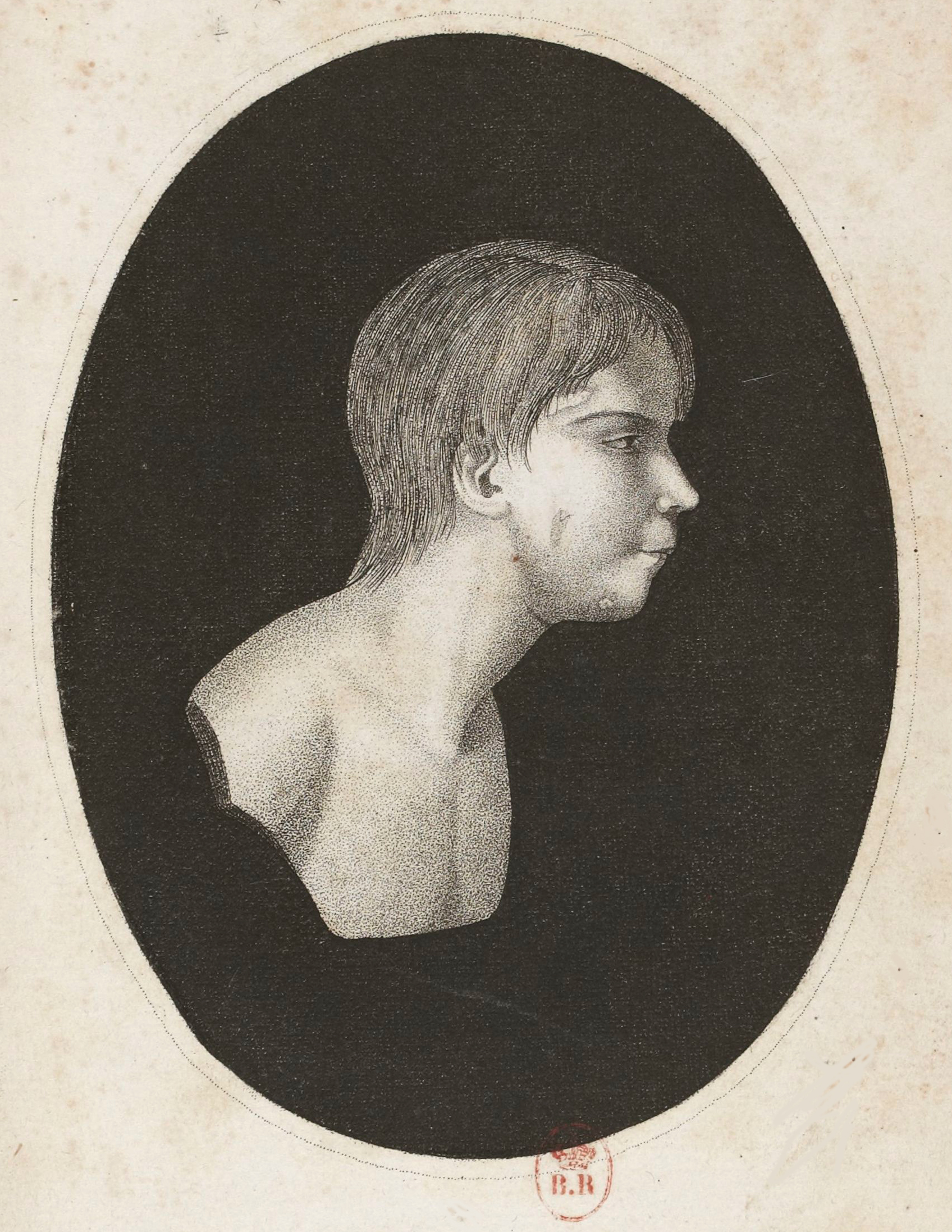
Victor de Aveyron, a criança selvagem de Aveyron, descoberta em 1798

Segundo o cirurgião francês Serge Aroles, que escreveu um estudo geral sobre crianças selvagens, esse caso não corresponde a uma verdadeira criança selvagem. Caixeta, observa que as bases  das  lições  de  Itard  (1801)  com  o  menino  selvagem,  foram  tomadas  do “Tratado  sobre as sensações” (Traité des sensations, 1754) do filósofo francês  Condillac (1715 – 1780). Partindo-se do  olfato, o sentido considerado como o mais pobre de todos, Itard faz o percurso recomendado pelo autor da teoria do sensacionismo, com o menino selvagem, a partir de cinco metas pré-estabelecidas por este, o que nesse caso não obteve sucesso.
A Primeira meta é a ambientação,  respeitando as vontades  do  menino,  andava nu,  comia quando quisesse e dormia pelos  cantos.   A  segunda  meta se  caracteriza pela  tentativa de desenvolver  o espírito e a atenção  através  de estímulos  enérgicos . Com a terceira meta pretendia-se alargar no menino a esfera das ideias.  A brincadeira de encontrar objetos escondidos foi amplamente explorada visando exercitar a  atenção e a memória. Na quarta meta, para o médico, o mais importante de ser alcançado estava relacionado com a capacidade de falar, isto é, levá-lo ao uso da palavra, através da imitação pela necessidade criada, por exemplo, de pedir leite, bebida apreciada por Victor. A quinta  meta o objetivo era de exercer  sobre  os  objetos  de  sua experiência  imediata,  as operações  mais simples  e posteriormente,  determinando-lhe a aplicação aos  objetos  de ensino, isto é, com coisas que não tivessem relação com as necessidades imediatas.

## Elenco

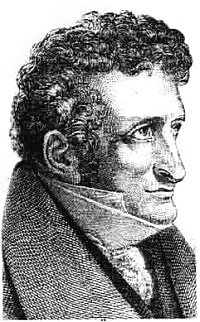
Jean Marc Gaspard Itard

- Jean-Pierre Cargol .... Victor (o menino selvagem)
- François Truffaut .... Dr. Jean Itard
- Françoise Seigner .... madame Guerin
- Jean Dasté .... professor Philippe Pinel
- Annie Miller .... madame Lemeri
- Claude Miller .... Sr. Lemeri
- Paul Villé .... Remy
- Nathan Miller .... Bebê Lemeri
- Mathieu Schiffman .... Mathieu
- Jean Gruault .... visitante

## Principais prêmios e indicações
Sindicato dos Críticos da França 1971 (França)
- Venceu na categoria de melhor filme.

National Society of Film Critics Awards 1971 (EUA)
- Venceu na categoria de melhor fotografia.

National Board of Review 1971 (EUA)
- Venceu nas categorias de melhor filme estrangeiro e melhor diretor.